# Wasserturm Bobbau

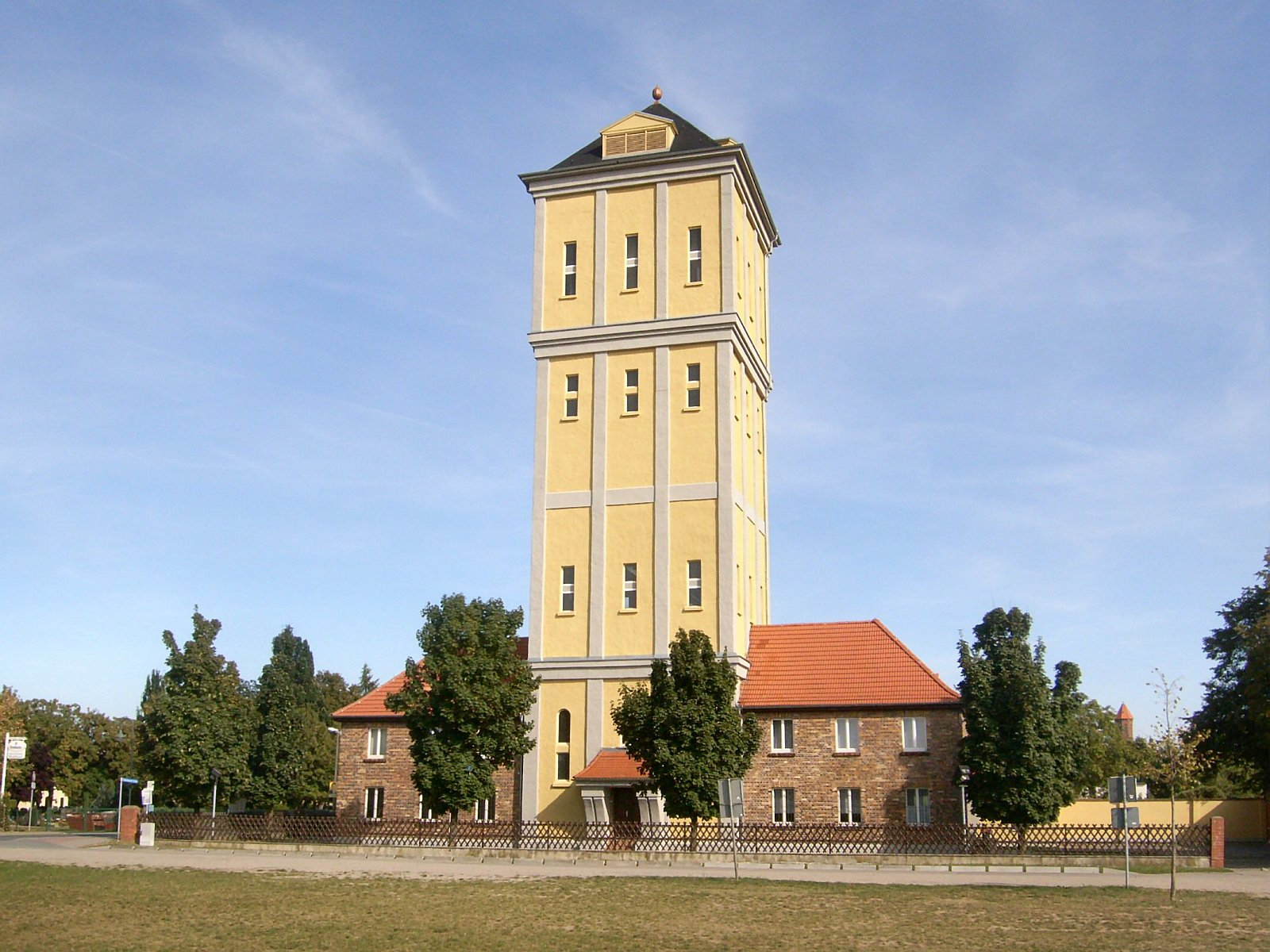
Wasserturm Bobbau

Der Wasserturm ist ein Hochbehälter in Bobbau in der Stadt Bitterfeld-Wolfen im Landkreis Anhalt-Bitterfeld in Sachsen-Anhalt.

## Lage
Der Turm steht westlich des Ortszentrums von Bobbau an der Südseite der Siebenhausener Straße direkt neben dem Gebäude der Freiwilligen Feuerwehr.

## Geschichte
Im Bitterfelder Bergbaurevier fand der industrielle Aufschwung auch in den 1920er Jahren weiter statt und sorgte für ein stetes Anwachsen der Bevölkerungszahlen, so dass auch der Ort Bobbau eine Verbesserung der Lage anstrebte, da die Brunnen nicht mehr ausreichten. Daher wurde im Jahr 1926 mit dem Bau eines Wasserturmes begonnen, der heute als das Wahrzeichen des Ortes gilt. Den Beschluss verantwortete die damalige Gemeinde aber nicht allein, sondern traf ihn in Zusammenarbeit mit Raguhn und Jeßnitz am 25. Mai 1926. Gemeinsam entschied man sich für den höchsten Punkt der drei Gemarkungen und errichtete den Wasserturm bis zum 16. Juli 1927, nachdem man in 76 Metern Tiefe eine Wasserader gefunden hatte. Das Fassungsvermögen des Speicherbeckens betrug 320 Kubikmeter. Bis zum April 1945 blieb der Turm in Betrieb, dann wurde er mit Granaten so schwer beschädigt, dass er ein Jahr lang repariert werden musste, so dass er erst im Mai 1946 den Betrieb wieder aufnahm. Bis zum Jahr 1992 versorgte der Turm, der bis zu 2200 Kubikmeter Wasser am Tag bewältigen konnte, alle drei Orte. Nachdem man noch 1998 zwei neue Brunnen gebohrt hatte, da einer versandet war, wurde der Turm im Jahr 1994 endgültig stillgelegt, da die Versorgung nun mit Fernwasser geregelt werden konnte.

## Baubeschreibung
Der weithin sichtbare Stahlbeton-Skelettbau besitzt vier Geschosse. Die Gefache wurden wie in Gräfenhainichen, wo kurz darauf ein Wasserturm entstand, mit Backstein ausgefüllt. Zur Gliederung der Fassade des Turmes nutzte man Gesimse und Lisenen. Der Wasserbehälter im Inneren besteht aus Stahlbeton. Auf jeder Etage finden sich drei Fenster nebeneinander. Diese sind nur im Erdgeschoss rundbogig. Dort befindet sich auch der Haupteingang, eine überdachte Treppe mit wuchtigen Säulen. Das Turmdach wird durch Gauben optisch aufgewertet, zudem sitzt auf der Spitze eine Bekrönung. Die beiden zweigeschossigen Anbauten im Norden und Süden sind eher schlicht gehalten und haben je drei Fensterachsen.

## Nutzung
Im Jahr 1997 übernahm die Freiwillige Feuerwehr den Turm als „Gerätehaus Bobbau“, seitdem wurden weitere Nutzungen gefunden. So tagt der Gemeinderat von Bobbau regelmäßig im Gebäude, es gibt im südlichen Anbau („Bürgerhaus“) das Büro des Bürgermeisters und das Bürgerbüro, die untere Etage des Wasserturms wird als Ausstellungsraum genutzt und das erste Obergeschoss als Heimatstube. Zudem wurde ein Veranstaltungsraum eingerichtet. Für diese vielfältigen Nutzungen wurden Teile des Gebäudekomplexes in den Jahren 2004 und 2009 saniert. Seit dem Jahr 2000 findet alljährlich immer Anfang September das Wasserturmfest statt, das der Heimatverein Bobbau und Siebenhausen e. V. organisiert. Im Rahmen des Festes wird u. a. der Firefighter Stairrun zur Spitze des Turmes mit eingeladenen Feuerwehren veranstaltet. Der Wasserturm steht als Baudenkmal unter Denkmalschutz und ist im Denkmalverzeichnis mit der Nummer 094 12329 erfasst.